# LP (創作歌手)
勞拉·佩爾戈利奇（Laura Pergolizzi，1981年3月18日—），藝名LP，是一位美國創作歌手，已發行了七張專輯和三張EP。LP還為其他藝術家創作過歌曲，包括蕾哈娜、克里斯蒂娜·阿奎萊拉、後街男孩、利昂娜·劉易斯、瑪琳·法莫、雪兒·洛伊德和席琳·狄翁等。

## 早期生活
佩爾戈利奇1981年出生於長島，父母是意大利裔美国人，祖父來自巴勒莫，祖母來自那不勒斯。佩爾戈利奇在亨廷頓站長大，就讀於沃爾特·惠特曼高中。16歲時，母親去世。